# Station Saint-Michel-Valloire
Station Saint-Michel-Valloire is een spoorwegstation in de Franse gemeente Saint-Michel-de-Maurienne.